# Darisodes cuneata
Darisodes cuneata là một loài bướm đêm trong họ Geometridae.